# Viking Motors
Die Viking Motors Ltd. war ein britischer Automobilhersteller, der nur 1915 in Coventry (Warwickshire) ansässig war.
Der Viking war ein Leichtfahrzeug, das von Vierzylinder-Reihenmotoren verschiedener Hersteller wie z. B. Mathis angetrieben wurde.